# Kanton Antony
Kanton Antony (fr. Canton d'Antony) je francouzský kanton v departementu Hauts-de-Seine v regionu Île-de-France. Tvoří ho pouze město Antony.